# Sutri
Sutri je město v italské provincii Viterbo. Nachází se 30 kilometrů jižně od Viterba na úzkém tufovém kopci, obklopeném roklí. Díky svým starověkým památkám je oblíbeným místem turistů.

## Historie
Město popisoval už Livius jako jedno z klíčových míst na cestě do Etrurie, druhým místem bylo Nepi. Později hrálo významnou roli při správě cesty Via Cassia. Římanům padlo do rukou po úspěšném obléhání Veje. V roce 386 př. n. l. jej však na krátkou chvíli ztratili. Rekolonizované bylo až v roce 383 př. n. l. V letech 311-310 př. n. l. město tentokrát neúspěšně obléhali Etruskové. Společně s Nepi a deseti dalšími koloniemi odmítlo roku 209 př. n. l. podpořit druhou punskou válku.

## Zajímavosti
• Římský amfiteátr
• Kostel Madonna del Parto vysekaný do skály, poblíž se nachází etruská nekropole, v kryptě kostela je také umístěno mithraeum
• Románská katedrála

## Fotky

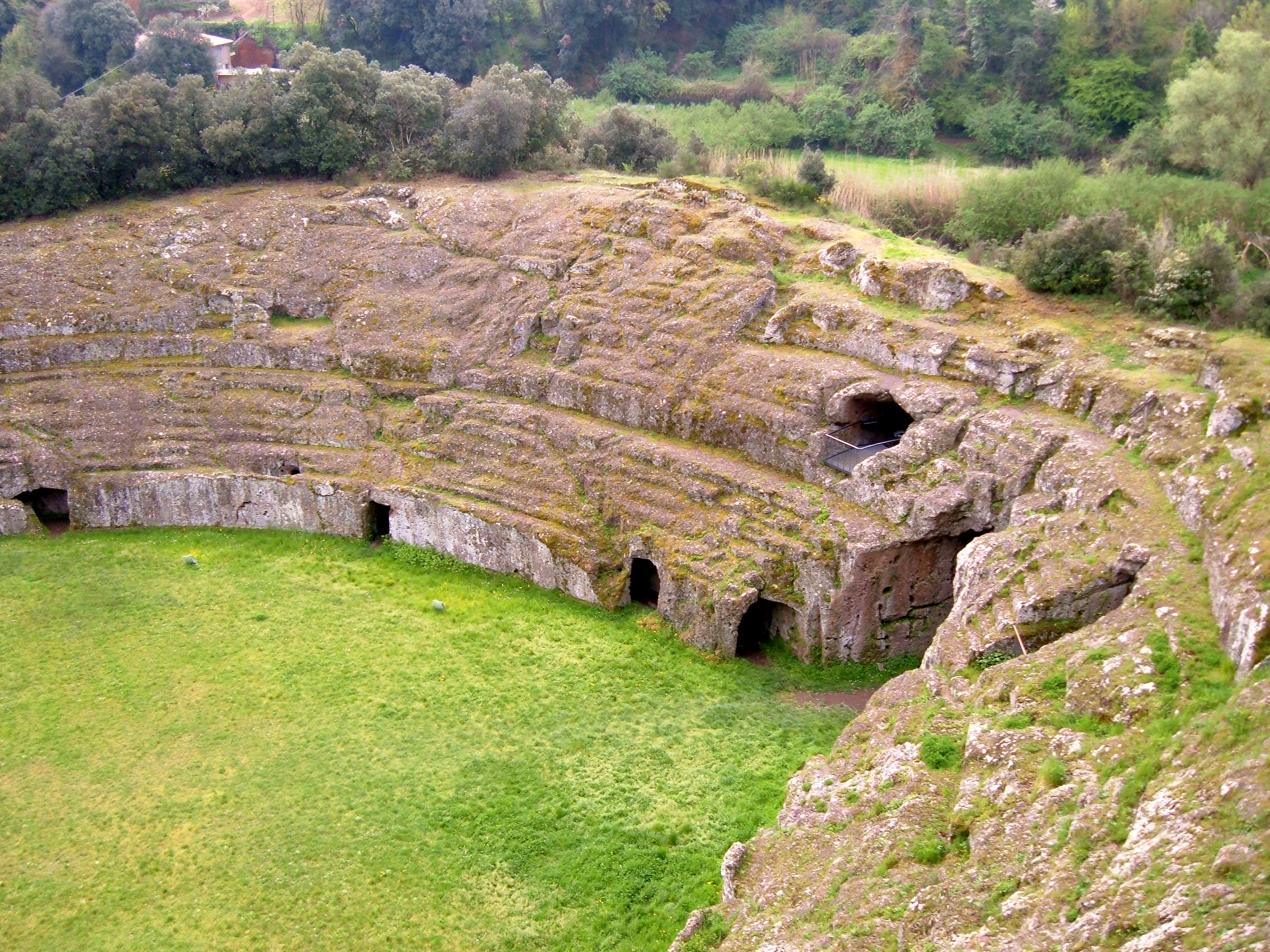
amfiteátr
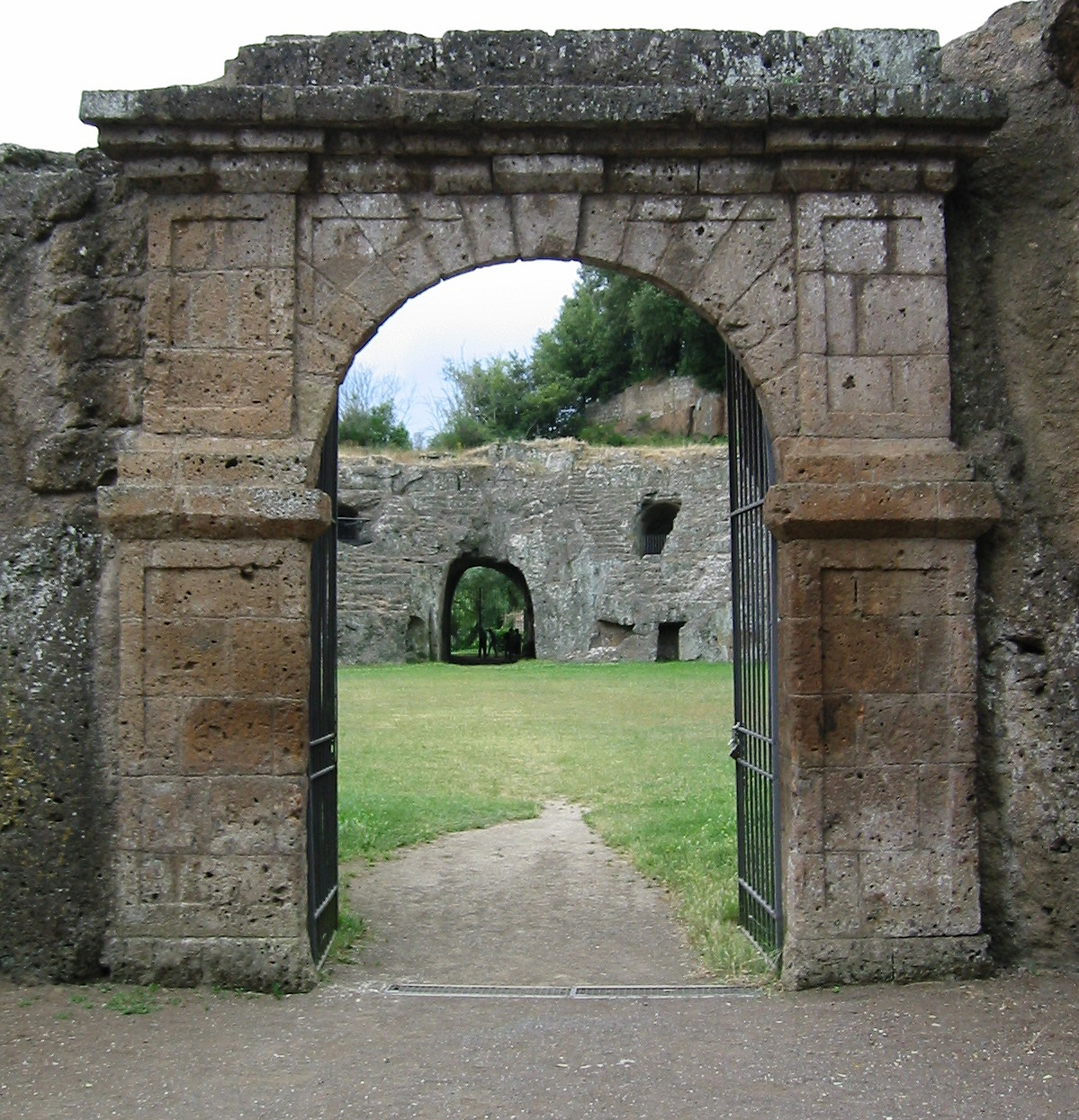
vchod do amfiteátru
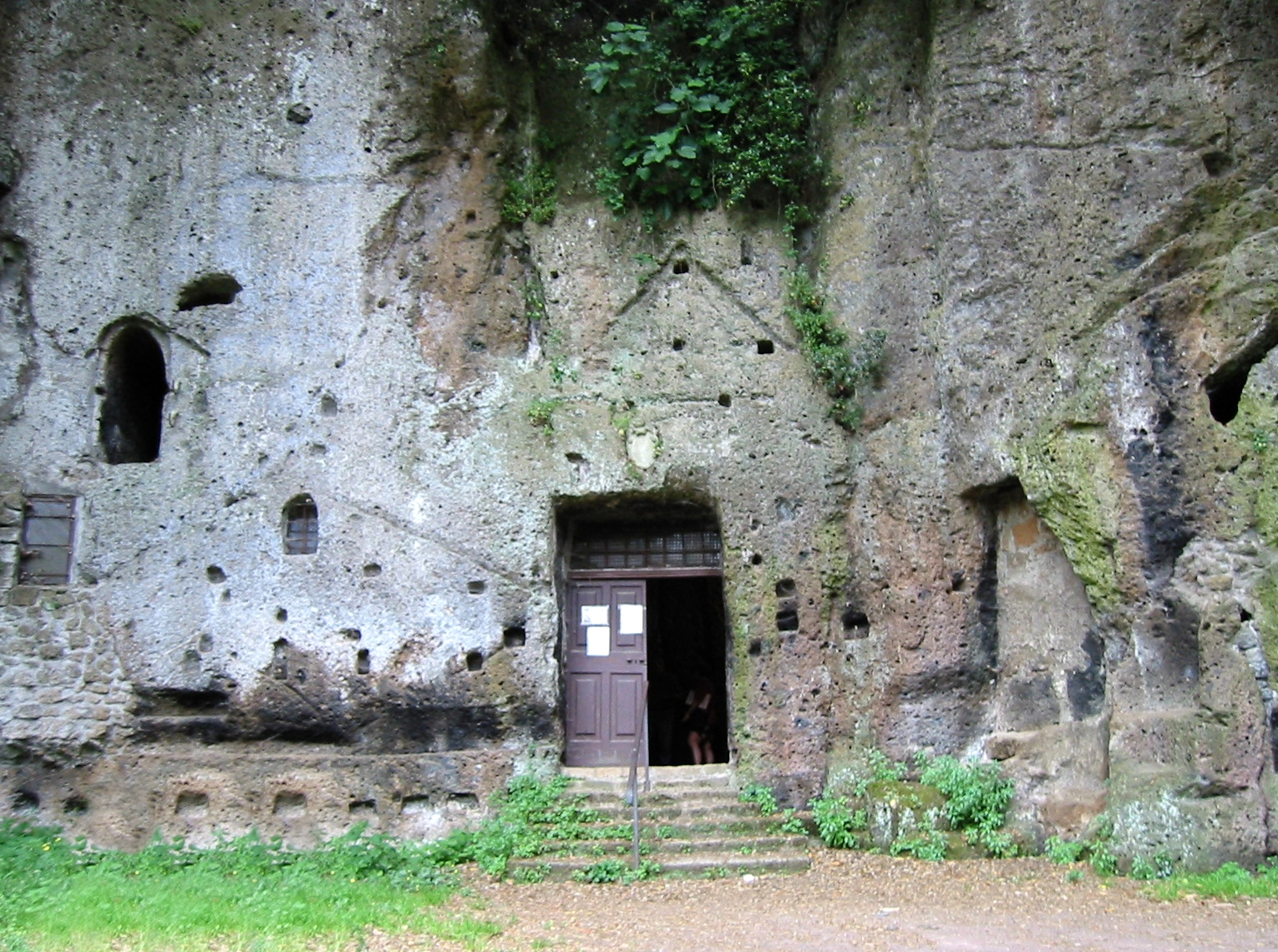
kostel Madonna del Parto - pohled zvenku
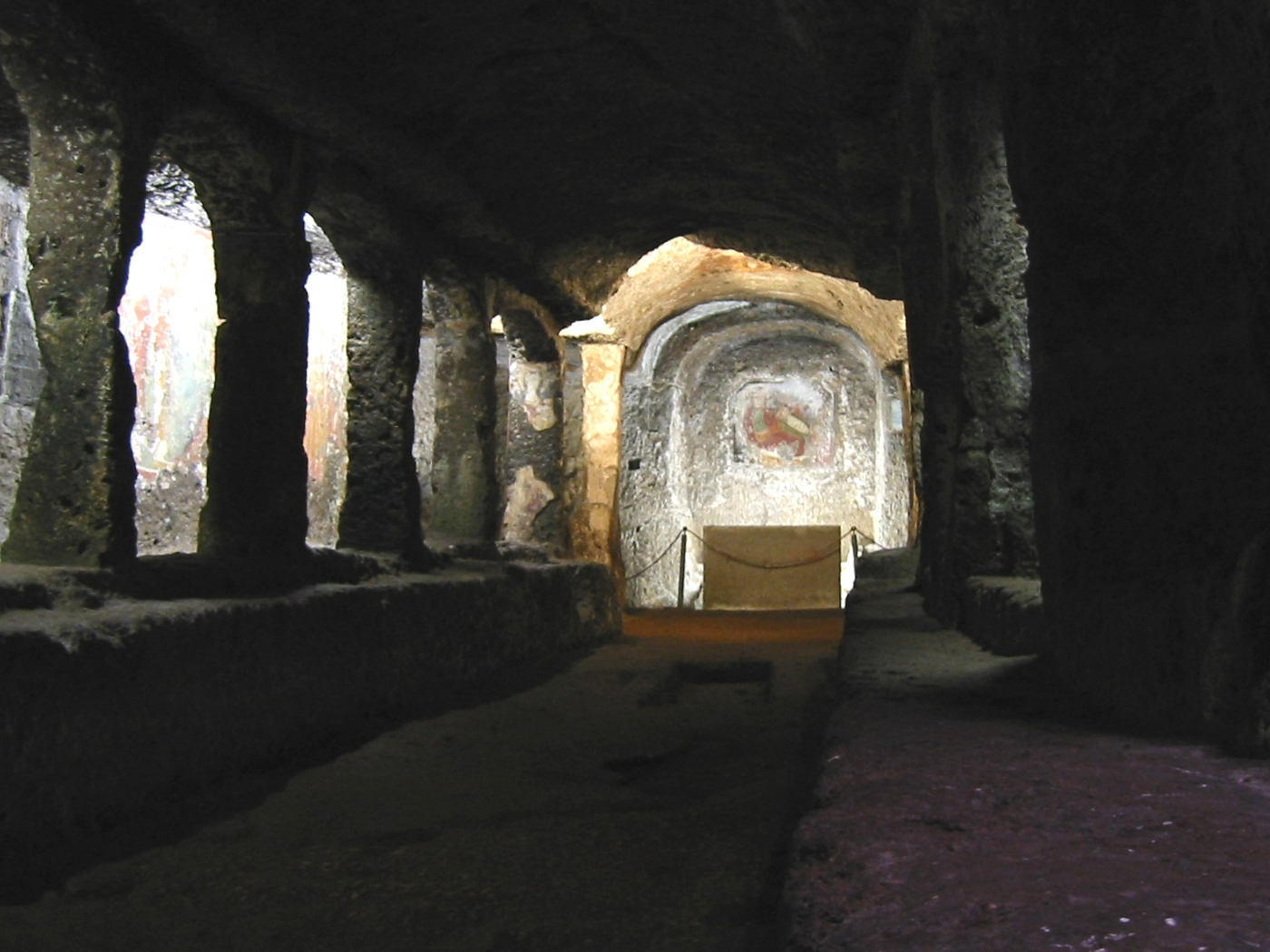
kostel Madonna del Parto - pohled zevnitř
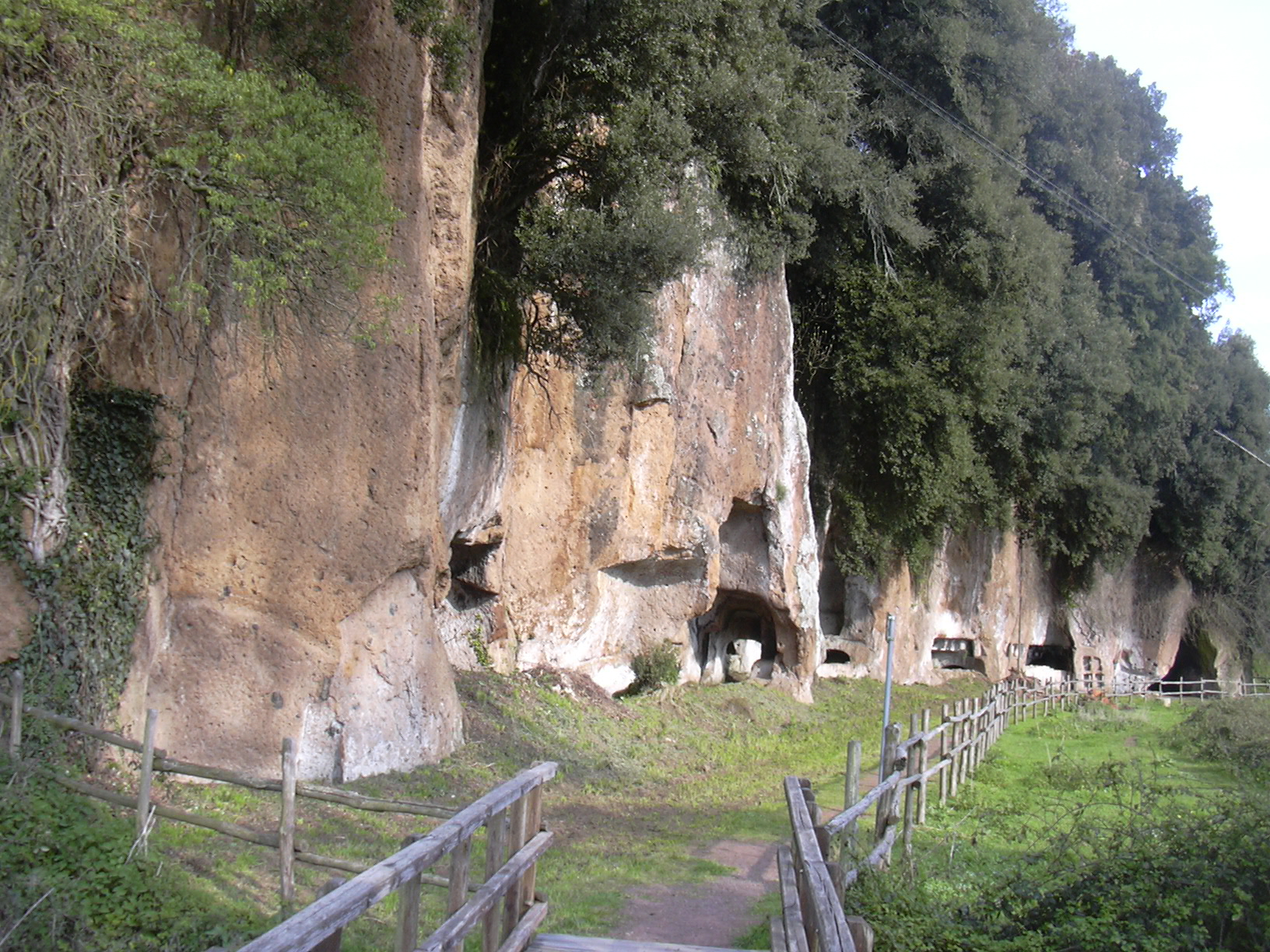
Etruská nekropole